# Marija Michajlovna Romanova
Marija Michajlovna (Мария Михайловна Романова; Mosca, 9 marzo 1825 – Vienna, 19 novembre 1846) è stata una nobile russa.

## Biografia
Marija era la primogenita del gran  principe Michail Pavlovič e di sua moglie, la principessa Carlotta di Württemberg.
La sua educazione e la sua istruzione furono attentamente seguite dalla madre.
Il granduca non aveva avuto alcun maschio, ma ciò nonostante non rinunciò a mostrare alle figlie parate e manovre militari, affermando che una di loro avrebbe comandato un reggimento di cavalleria. Egli insegnò loro perfino le arti della cavalleria e della fanteria.
Di salute più fragile delle sue sorelle, prossima ai vent'anni Marija cominciò a mostrare i primi segni della malattia che l'avrebbe condotta alla tomba. Ma le persone del suo seguito non rilevarono il minimo segno al riguardo.

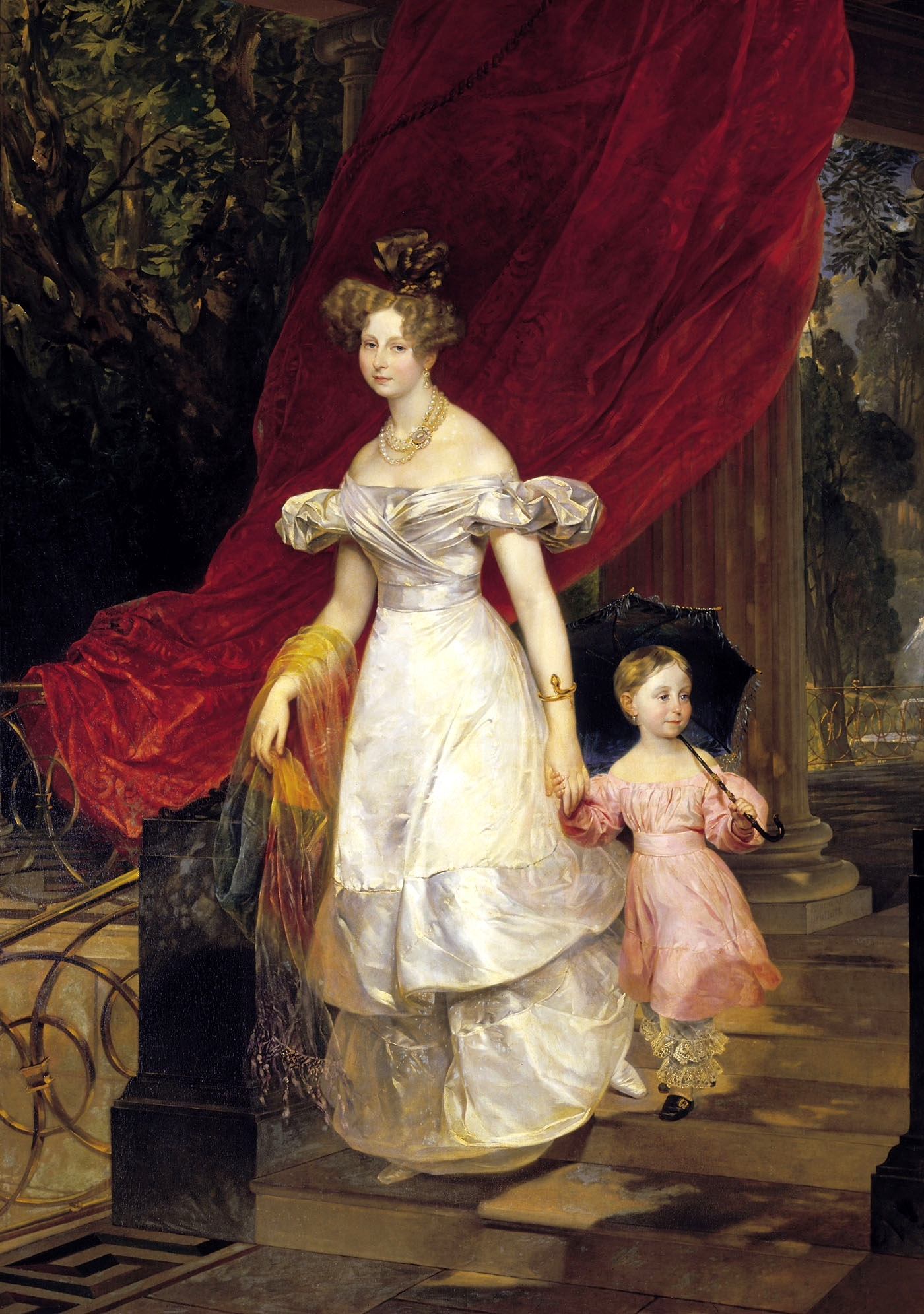
La Granduchessa Elena con la figlia Marija Michajlovna ritratte nel 1830 circa

Accompagnata dalle due figlie Marija ed Elizaveta, la granduchessa Elena Pavlovna (questo il nome assunto Carlotta dopo la sua conversione all'ortodossia) visitò le corti europee, alla ricerca di possibili sposi per le due principesse. Dopo alcuni soggiorni in alcune capitali europee, Elena Pavlovna e le sue figlie giunsero a Vienna.
Proprio a Vienna Marija si spense tra le braccia del padre, colpita da tisi galoppante il 19 novembre 1846. Venne sepolta nella Cattedrale dei Santi Pietro e Paolo (San Pietroburgo) di San Pietroburgo. La madre, distrutta dal dolore, non riuscì ad accompagnare la figlia nella sua ultima dimora.
In memoria delle figlie Marija ed Elizaveta, quest'ultima morta di parto il 28 gennaio 1845 a Wiesbaden, la loro madre fece edificare l'ospedale e l'orfanotrofio Elizaveta e Marija a San Pietroburgo e a Pavlovsk (San Pietroburgo).

## Ascendenza
|                                        |                                    |                                                    | Genitori                                                 |  |  | Nonni |  |  | Bisnonni      |  |  | Trisnonni                              |  |
|                                        |                                    |                                                    |                                                          |  |  |       |  |  | 8. Pietro III |  |  | 16. Carlo Federico di Holstein-Gottorp |  |
|                                        |                                    |                                                    |                                                          |  |  |       |  |  | 8. Pietro III |  |  | 16. Carlo Federico di Holstein-Gottorp |  |
|                                        |                                    | 17. Anna Petrovna Romanova                         |                                                          |  |  |       |  |  | 8. Pietro III |  |  |                                        |  |
| 4. Paolo I                             |                                    |                                                    |                                                          |  |  |       |  |  | 8. Pietro III |  |  |                                        |  |
|                                        |                                    | 9. Caterina II                                     | 18. Cristiano Augusto di Anhalt-Zerbst                   |  |  |       |  |  |               |  |  |                                        |  |
|                                        |                                    | 9. Caterina II                                     | 18. Cristiano Augusto di Anhalt-Zerbst                   |  |  |       |  |  |               |  |  |                                        |  |
|                                        |                                    | 9. Caterina II                                     | 19. Giovanna di Holstein-Gottorp                         |  |  |       |  |  |               |  |  |                                        |  |
| 2. Michail Pavlovič                    |                                    | 9. Caterina II                                     |                                                          |  |  |       |  |  |               |  |  |                                        |  |
|                                        |                                    | 10. Federico II Eugenio                            | 20. Carlo I Alessandro                                   |  |  |       |  |  |               |  |  |                                        |  |
|                                        |                                    | 10. Federico II Eugenio                            | 20. Carlo I Alessandro                                   |  |  |       |  |  |               |  |  |                                        |  |
|                                        |                                    | 10. Federico II Eugenio                            | 21. Maria Augusta di Thurn und Taxis                     |  |  |       |  |  |               |  |  |                                        |  |
| 5. Sofia Dorotea di Württemberg        |                                    | 10. Federico II Eugenio                            |                                                          |  |  |       |  |  |               |  |  |                                        |  |
|                                        |                                    | 11. Federica Dorotea di Brandeburgo-Schwedt        | 22. Federico Guglielmo di Brandeburgo-Schwedt            |  |  |       |  |  |               |  |  |                                        |  |
|                                        |                                    | 11. Federica Dorotea di Brandeburgo-Schwedt        | 22. Federico Guglielmo di Brandeburgo-Schwedt            |  |  |       |  |  |               |  |  |                                        |  |
|                                        |                                    | 11. Federica Dorotea di Brandeburgo-Schwedt        | 23. Sofia Dorotea di Prussia                             |  |  |       |  |  |               |  |  |                                        |  |
| 1. Marija Michajlovna                  |                                    | 11. Federica Dorotea di Brandeburgo-Schwedt        |                                                          |  |  |       |  |  |               |  |  |                                        |  |
|                                        | 12. Federico I di Württemberg (re) | 24. Federico II Eugenio di Württemberg (= 10)      |                                                          |  |  |       |  |  |               |  |  |                                        |  |
|                                        | 12. Federico I di Württemberg (re) | 24. Federico II Eugenio di Württemberg (= 10)      |                                                          |  |  |       |  |  |               |  |  |                                        |  |
|                                        | 12. Federico I di Württemberg (re) | 25. Federica Dorotea di Brandeburgo-Schwedt (= 11) |                                                          |  |  |       |  |  |               |  |  |                                        |  |
| 6. Paolo Federico di Württemberg       | 12. Federico I di Württemberg (re) |                                                    |                                                          |  |  |       |  |  |               |  |  |                                        |  |
|                                        |                                    | 13. Augusta di Brunswick-Wolfenbüttel              | 26. Carlo Guglielmo Ferdinando di Brunswick-Wolfenbüttel |  |  |       |  |  |               |  |  |                                        |  |
|                                        |                                    | 13. Augusta di Brunswick-Wolfenbüttel              | 26. Carlo Guglielmo Ferdinando di Brunswick-Wolfenbüttel |  |  |       |  |  |               |  |  |                                        |  |
|                                        |                                    | 13. Augusta di Brunswick-Wolfenbüttel              | 27. Augusta di Hannover                                  |  |  |       |  |  |               |  |  |                                        |  |
| 3. Carlotta di Württemberg             |                                    | 13. Augusta di Brunswick-Wolfenbüttel              |                                                          |  |  |       |  |  |               |  |  |                                        |  |
|                                        |                                    | 14. Federico di Sassonia-Altenburg                 | 28. Ernesto Federico III                                 |  |  |       |  |  |               |  |  |                                        |  |
|                                        |                                    | 14. Federico di Sassonia-Altenburg                 | 28. Ernesto Federico III                                 |  |  |       |  |  |               |  |  |                                        |  |
|                                        |                                    | 14. Federico di Sassonia-Altenburg                 | 29. Ernestina Augusta di Sassonia-Weimar                 |  |  |       |  |  |               |  |  |                                        |  |
| 7. Carlotta di Sassonia-Hildburghausen |                                    | 14. Federico di Sassonia-Altenburg                 |                                                          |  |  |       |  |  |               |  |  |                                        |  |
|                                        |                                    | 15. Carlotta di Meclemburgo-Strelitz (1769-1818)   | 30. Carlo II                                             |  |  |       |  |  |               |  |  |                                        |  |
|                                        |                                    | 15. Carlotta di Meclemburgo-Strelitz (1769-1818)   | 30. Carlo II                                             |  |  |       |  |  |               |  |  |                                        |  |
|                                        |                                    | 15. Carlotta di Meclemburgo-Strelitz (1769-1818)   | 31. Federica d'Assia-Darmstadt                           |  |  |       |  |  |               |  |  |                                        |  |
|                                        |                                    | 15. Carlotta di Meclemburgo-Strelitz (1769-1818)   |                                                          |  |  |       |  |  |               |  |  |                                        |  |